# (2442) Corbett
(2442) Corbett ist ein Asteroid des Hauptgürtels, der am 3. Oktober 1980 von der tschechischen Astronomin Zdeňka Vávrová am Kleť-Observatorium (IAU-Code 046) bei Český Krumlov entdeckt wurde.
Benannt wurde der Asteroid am 8. Februar 1982 nach dem britischen Jäger und Naturschützer Jim Corbett (1875–1955).